# 日本近世史
日本近世史（にほんきんせいし）とは、日本の近世（織豊政権から江戸幕府の崩壊まで）を対象とする歴史学・日本史学の一分野である。近世史の通史については江戸時代を参照。

## 概要

### 明治～戦前
日本の江戸時代を初めて近世と呼んだのは内田銀蔵である。

### 戦後
戦後、講座派理論の延長線上に近世史研究は再開された。藤田五郎や堀江英一は幕末経済発展段階論を展開し、幕末期における変革主体の形成を研究した。アメリカからの日本民族の独立を問題意識として、中世史の石母田正や近世史の林基は「国民的歴史学運動」を開始した。

## 日本近世史研究者の一覧
- Category:日本近世史学者